# Constantin Brăiloiu
Constantin Brăiloiu (n. 13 august 1893, București – d. 20 decembrie 1958, Geneva) a fost un compozitor, critic muzical, etnomuzicolog, folclorist și profesor român din prima jumătate a secolului al XX-lea, animator al vieții muzicale, cu un rol însemnat în dezvoltarea școlii românești de compoziție și pedagogie muzicală. Este considerat și teoreticianul etnomuzicologiei moderne.

## Biografie

### Anii timpurii, studii
S-a născut la data de 13 august 1893 în București, fiind urmașul unei vechi familii boierești din Oltenia, cu rădăcini în neamul Brâncoveanu. Familia sa se mai înrudește cu alte familii celebre (Știrbei, Glogoveanu, Obedeanu, vechii Craiovești). Bunicul său, care purta tot prenumele Constantin studiase dreptul la Geneva și la Paris, s-a ocupat de redactarea legiuirii domnitorului Ioan Caragea și a fost în Comisia de revizuire a Constituției din 1879. Tatăl său, Nicolae Brăiloiu, a fost om politic, jurist, cu studii în Franța și consilier la Curtea de Conturi.
Studiile muzicale le-a început în București (1901-1907) cu Dumitru Georgescu-Kiriac (teorie-solfegiu), continuându-le la Viena și Vevey (1908-1909), Lausanne (Institut cantonal „Thelin”, 1909-1911) și Paris (1912-1914) cu André Gedalge (contrapunct, compoziție). În anul 1918 înființează, împreună cu Ernest Ansermet, Societatea independentă a Compozitorilor de Muzică din Geneva.

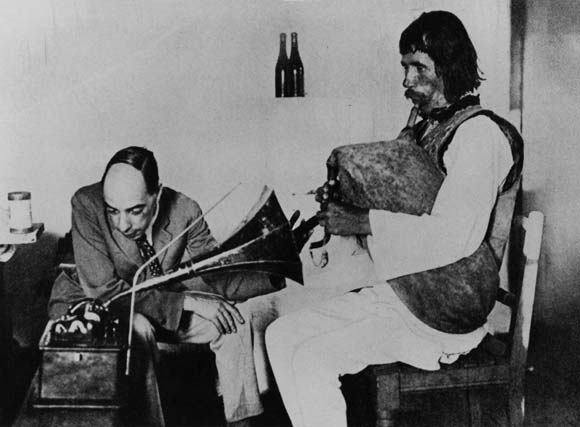
Constantin Brăiloiu în Fundu Moldovei, înregistrându-l pe cimpoierul Gheorghe Musuleac. Fotografie de Iosif Berman (1928).

În 1920 inițiază și organizează împreună cu George Enescu, D.G. Kiriac, Ion Nonna Otescu, Mihail Jora ș.a. Societatea Compozitorilor Români, în cadrul căreia devine secretar (1920-1926) și mai apoi secretar general (1926-1943).

### Activitate profesională
Din 1923 ajunge profesor suplinitor la Conservatorul din București, catedra de istorie și estetica muzicii, unde predă istoria muzicii. Doi ani mai târziu instituie premiul pentru stimularea colecționării de muzică populară.
În anul 1928 întemeiază Arhiva de folklore a Societății Compozitorilor Români, fiind conducătorul ei până în 1943. În același an se alătură echipelor de cercetare sociologică monografică, din cadrul „Școlii sociologice”, conduse de profesorul și sociologul Dimitrie Gusti.
Între 1928-1934, ia parte la anchetele sociologice din mai multe sate ale țării, notabile fiind: Fundu Moldovei (din Județul Suceava – interbelic), Drăguș (Județul Făgăraș - interbelic), Runcu (Județul Gorj - interbelic).
În 1929 devine membru în consiliul de administrație al Operei din București. În același an ajunge rector și profesor la Academia de muzică religioasă a Sfintei Patriarhii Române, unde activează până în 1935.
În 1931, publică articolul Schița a unei metode de folklor muzical în revista „Boabe de grîu”, text fundamental pentru studiul vieții muzicale țărănești, căci prin aceasta teoretizează cercetarea științifică a folclorului muzical.

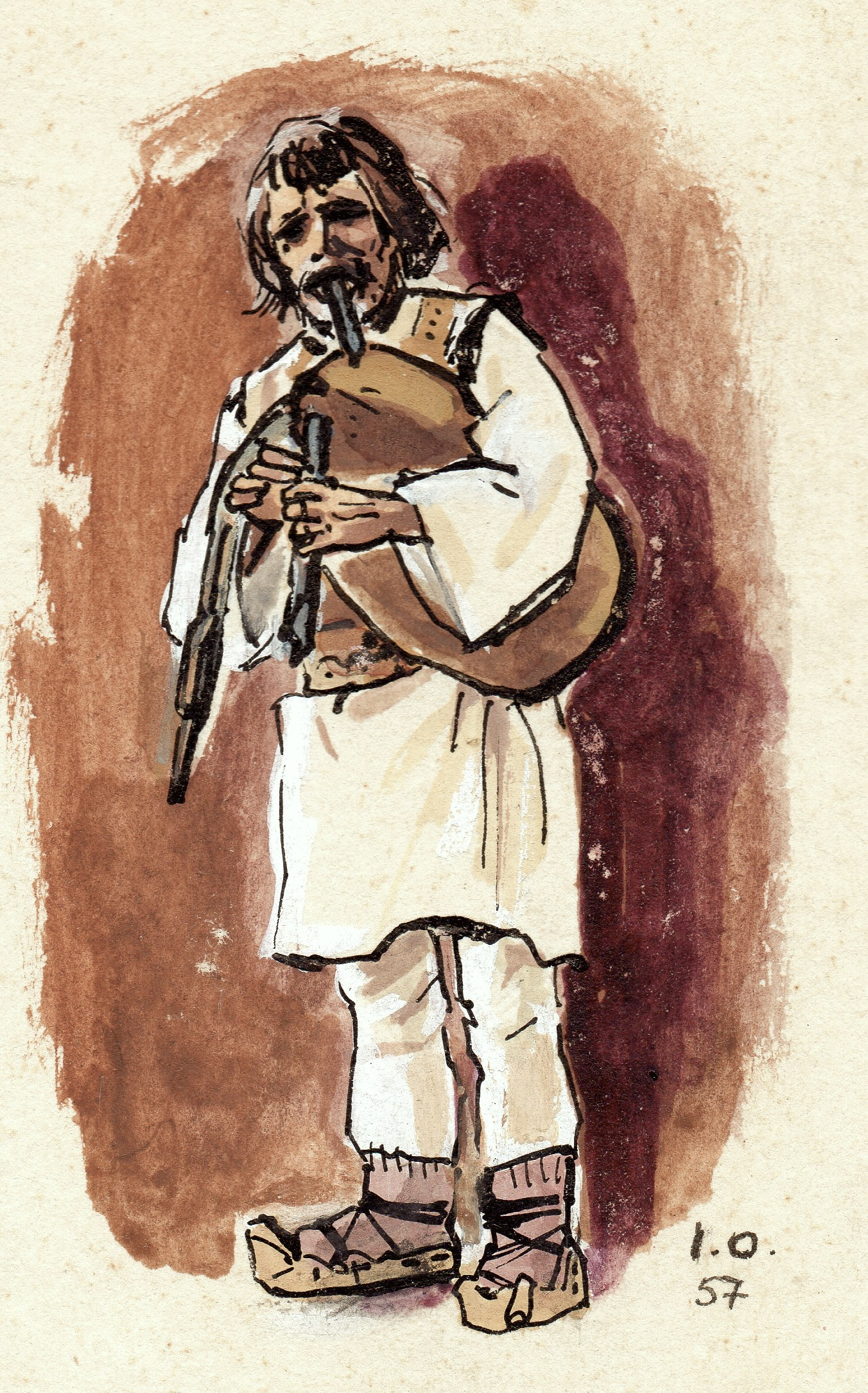
Cimpoierul Gheorghe Musuleac din Fundu Moldovei (Județul Suceava - interbelic, Bucovina), acuarelă de Ioana Olteș.

În 1932 ajunge membru al comisiei pentru Arhiva fonogramică a Ministerului Cultelor și Artelor, înființată și condusă din 1927 de George Breazul. Doi ani mai târziu devine membru al Fundației culturale regale „Principele Carol” și membru în consiliul de administrație al Operei din Cluj.
Între 1932-1941 ține un curs facultativ de folclor muzical la Conservatorul din București, care din 1941 va deveni obligatoriu.
În anul 1940 ajunge consilier tehnic în Ministerul Propagandei Naționale. În același an devine membru al Consiliului administrativ al Casei compozitorilor, pictorilor și sculptorilor de pe lângă Ministerul Muncii.
În 1943, presimțind deteriorarea situației politice românești, ia calea exilului stabilindu-se în Elveția.
Între 1943-1946 devine consilier tehnic la Legația română din Berna.
Pe 26 iunie 1944 fondează, împreună cu Eugene Pittard, „Archives internationales de musique populaire” (Arhiva internațională de muzică populară) din Geneva, pe care o conduce până în 1958, anul morții sale.
În 1948 devine lector (până în 1950) și mai apoi conferențiar (1951-1958) la Centre national de la recherche scientifique d'ethno-musicologie du Musée de l'Homme și la Institut de musicologie de l'Université de Paris. Din acest moment este invitat să participe la numeroase colocvii în toată Europa.
Între 1951-1958 lansează 40 volume (discuri de vinil) în seria Collection universelle de musique populaire enregistrée (Colecție universală de muzică populară înregistrată – Universal collection of recorded popular music), înregistrate pe discuri de gramofon.

Constantin Brăiloiu înregistrând cu fonograful la Drăguș, județul Făgăraș - interbelic (astăzi Brașov) în vara anului 1929.

În 1954 fondează cercul internațional de studii etnomuzicologice Les colloques de Wégimont – Colocviile de la Wégimont.
Este membru corespondent al Academiei Române din 1946.

## Realizări

### Conferințe, comunicări, congrese
A susținut conferințe, concerte-lecții, emisiuni radiofonice în țară și în străinătate (Paris, Praga, Bratislava, Geneva, Freiburg, Berna, Lausanne, Softens etc.).
A susținut comunicări științifice la diferite simpozioane, conferințe și congrese: Praga (1930, 1936), Paris (1930, 1931, 1937, 1946-1958), Londra (1935), Budapesta (1937), Bratislava (1942), Geneva, Berna, Lausanne (1943-1952), Wegimont (1948, 1954, 1958), Veneția (1949), Palermo (1954) etc.

### Publicistică
A colaborat la enciclopedii, dicționare și lexicoane străine printre care Die musik in Geschichte und Gegenwart, Kassel (1954), Encyclopedie de la Musique, Paris (1959).
A publicat studii, articole, recenzii, note (unele semnate cu pseudonime - precum a fost Pescatore di perle - și inițiale C., C.B. sau T.) în „Muzica”, „Muzică și poezie”, „Cuvântul”, „Epoca”, „Curentul”, „Rampa”, „Universul”, „Dimineața”, „Adevărul”, „Gândirea”, „Revista Fundațiilor Regale”, „Luptătorul”, „Ultima oră”, „Revista vremii”, „Cele trei Crișuri”, „Timpul”, „Dreptatea”, „Radio și radiofonia”, „Adevărul literar și artistic”, „Credința”, „Izbânda”, „Argus”, „Politica”, Almanahul ziarelor „Adevărul”, „La Politique”, „L'Independance roumaine”, „L'Orient”, „Le Progres”, „Journal de Geneve”, „La Vie musicale” (Lausanne), „Tribune de Lausanne”, „Gazette de Lausanne”, „Feuilles d'avis de Lausanne”, „Le Monde Musical” (Paris), „La Revue musicale” (Paris), „Gazette des Etrangeres” (Geneva), „Schweitzerische Musikzeitung” (Zürich), „Musik-padagogische Zeitung” (Basel), „Musikblatter des Anbruch” (Viena), „Die Musiek” (Amsterdam), „Fidac” (Paris), „La Nation Roumaine” (București), „Revue de musicologie” (Paris), „Arhiva pentru știința și reforma socială”, „Analele culturale”, „Boabe de grâu”, „Rampa”, „Bulletin Mensual des Musees et Collections de la Ville de Geneve”, „Anuario Musical del Instituto Espanol de Musicologie del CSIC” (Barcelona) „Formes et Couleures” (Paris), „Suisse Contemporaine” (Geneva), „Viața românească” etc.
A semnat cronici de artă plastică, pictură pe sticlă, istorie literară (Rainer Maria Rilke).

## Crearea școlii românești de folclor și etnomuzicologie
A pus bazele școlii românești de folclor și etnomuzicologie, printre colaboratorii și discipolii săi numărându-se Tiberiu Alexandru, Ilarion Cocișiu, Matei Socor, Emilia Comișel, Harry Brauner, Mihai Pop, Paula Carp, Constantin Bugeanu, Gheorghe Ciobanu, Achim Stoia, Tatiana Gălușcă, Ioan R. Nicola și mulți alții.
A redactat numeroase prefețe, studii introductive la culegeri de folclor și cântece pentru copii.
A întreprins importante culegeri de folclor muzical în țară și în străinătate (Elveția, Franța, Iugoslavia etc.), imprimând numai în România 2.817 cilindri de fonograf cu 5.976 de melodii populare, precum și 851 discuri cu 1.784 de melodii.

## Decesul
Moare la data de 20 decembrie 1958 la Geneva, în Elveția, în urma unei congestii cerebrale.

## Distincții
A fost distins și încununat cu numeroase premii și medalii, pentru activitatea sa în domeniul culturii muzicale:
- Ordinul național al Legiunii de Onoare franceze în gradul de cavaler (Paris, 1929)[10]
- Ordinul „Odradznie Polski” în grad de cavaler (Varșovia, 1932)[10]
- Ordinul Meritul Cultural în grad de cavaler, clasa I (7 iunie 1940), acordat prin decretul regelui Carol al II-lea
- Ordinul Meritul Cultural în grad de ofițer (1943), acordat prin decretul regelui Mihai I

## Lucrări

### Volume (postum)
- Problemes d'ethnomusicologie, textes réunis et préfacés par Gilbert Rouget, Minkoff Reprint, Geneva, 1973  ISBN 2826601016
- Problems of Ethnomusicology, Edited and Translated by A. L. Lloyd, Preface de Gilbert Rouget, Cambridge University Press, 1983  ISBN 0521245281
- Opere, ediții critice de Emilia Comișel, Editura Muzicală a Uniunii Compozitorilor din R.S.R., București
Volumul 1, 1967, 454 pag.
Volumul 2, 1969, 235 pag.
Volumul 3: Cronici, 1974, 380 pag.
Volumul 4: Probleme de metodologie, 1979, 295 pag.
Volumul 5: Probleme de metodologie. Partea II; Studii, articole, conferințe, 1981, 347 pag.
Volumul 6: Prima parte, 1998, 400 pag., ISBN 9734202065
Volumul 7: Corespondență. Partea I (1907–1939), 2008, 295 pag., ISBN 9789734205059
Volumul 8: Corespondență. Partea II (1939–1958), 2009, 380 pag., ISBN 9789734205554
- Folclor din Dobrogea, Editura Minerva, București, 1978, 612 pag. (în colaborare cu Emilia Comișel și Tatiana Gălușcă-Crâșmaru)
- Constantin Brăiloiu. Culegător și editor de folclor, ediții îngrijite de Nicolae Constantinescu și Mihail Adrian șerban, Editura Etnologică, București
Volumul 1, 2017, 136 pag., ISBN 978-606-8830-32-2
Volumul 2, 2018, 260 pag., ISBN 978-606-8830-40-7
Volumul 3, 2019, 76 pag., ISBN 978-606-8830-63-6

### Studii de etnomuzicologie și folclor
- Societatea Compozitorilor Români. Arhiva de folklore, în „Boabe de grâu”, București, 2, nr. 4, 1931; idem în extras, Editura Societății Compozitorilor Români, București, 1931 (sub titlul Arhiva de folklore a Soc. Compozitorilor Români. Schiță a unei metode de folklore muzical; idem (versiune prescurtată) în Îndrumări pentru monografiile sociologice, Institutul de Științe Sociale din România, București, 1940 (sub titlul Plan pentru cercetarea vieții muzicale)
- Esquisse d’une methode de folklore musical (Les Archives de la Societe des Compositeurs Roumains), în „Revue de musicologie” nr. 40, Paris, 1931); idem în limba engleză, traducere de Ann Briegleb, Mariana Kahane și Margaret Mooney, în „Ethnomusicology”, vol. XIV, nr. 3, 1970 (sub titlul Outline of a Method of Musical Folklore)
- Despre bocetul de la Drăguș (județul Făgăraș), în „Arhiva pentru știința și reforma socială” nr. 1-4, București, 1932
- Vicleiul din Târgu Jiu, în „Sociologie românească”, nr. 12, București, 1936 (în colaborare cu H. H. Stahl)
- „Ale mortului” din Gorj, în „Muzică și poezie”, nr. 1, București, 1936; idem în extras, Societatea Compozitorilor Români, „Publicațiile Arhivei de folklore”, București, 1936
- Nunta la Feleag, în „Muzică și poezie”, nr. 6, București, 1937; idem în extras, Societatea Compozitorilor Români, „Publicațiile Arhivei de folklore”, București, 1938
- Techniques des enregistrements sonores (1937), în „Travaux du I-er Congres International de Folklore”, Tours, Imprimerie Arrault, 1938; idem în „Muzica”, nr. 8, București, 1968
- Colindele Dlui G. Breazul, în „Viața românească” nr. 8, 1938; idem în extras, București, 1938
- Bocete din Oaș, în „Grai și Suflet”, VII, revista Institutului de filologie și folklor”, București, 1938 (transcrierile muzicale realizate în colaborare cu Paula Carp)
- La musique populaire roumaine, în „La musique dans les pays latins”, numéro spécial de „La Revue musicale”, février-mars, 1940
- Nunta în Someș, Societatea Compozitorilor Români, „Publicațiile Arhivei de folklore”, București, 1941
- Poeziile lui Vasile Tomuț din războiul 1914-18, în „Sociologie românească”, nr. , București, 1942; idem în extras, Societatea Compozitorilor Români, „Publicațiile Arhivei de folklore”, București, 1944 (sub titlul Poeziile soldatului Tomuț din războiul 1914-1918)
- Les Archives Internationales de Musique Populaires, în „Bulletin Mensuel des Musees et Collections de la Ville de Geneve”, nr. 3, Geneva, 1945
- Sur une ballade roumaine (La Mioritza), Geneva, 1946
- Le giusto syllabique bichrone. Un systeme rytmique propre a la musique populaire roumaine (1946-1948), în „Polyphonie”, Paris, 1948; idem în „Anuario Musical del Instituto Espanol de Musicologia del CSIC”, nr. 7, Barcelona, 1952
- A propos de Jodel (1948), în Kongressbericht der Internationalen Gesellschaft fur Musikwissenschaft, Basel, 1949
- Le folklore musical, în Musica Aeterna, Zürich, 1948; idem în Encyclopedie de la musique, Gallimard, Paris, 1959
- Le rythme aksak, în „Musique Russe”, II, Paris, 1953; idem în extras
- Elargissement de la sensibilite musicale devant les musiques folkloriques et extraoccidentales, în „Domaine Musicale” nr. 1, Paris, 1954
- Le vers populaire roumain chanté, în „Revue des études roumaines”, nr. 2, Paris, 1954
- La rythmique enfantine. Notions liminaires, în „Les Colloques de Wegimont” nr. 1, 1954-1955, Paris-Bruxelles, 1956
- Un type melodique mediterraneen. Melodie, ritmi, strumenti e simboli delle danze mediterranee, în „Congresso Internazionale di Musiche Popolari Mediterranee”, Palermo, 1954
- Un probleme de tonalite (la metabole pentatonique), în „Melanges d’histoire et d’esthetique musicales offerts a Paul-Marie Masson”, I, Richard-Masse, Paris, 1955
- L’Ethnomusicologie: II. Etude interne, în Precis de Musicologie par Jac ques Chailley, Presse Université de France, Paris, 1958
- Musicologie et ethnomusicologie aujourd’hui, în „Bericht uber den siebenten internationalen Musikwissenschaften Kongress, Köln, 1958”, Bärenreiter-Verlag, 1959; idem în „Muzica”, nr. 1, București, 1967, traducere de Emilia Comișel (sub titlul Muzicologia și etnomuzicologia astăzi)
- Reflexions sur la creation musicale collective, în „Diogéne”, nr. 25, Paris, 1959.
- Vie musicale d’un village. Recherche sur le repertoire de Drăguș (Roumanie) 1929-1932, Institut Universitaire Roumaine Charles I-er, Paris, 1960

### Studii de muzicologie
- Spre muzica românească, în „Revista muzeelor”, 1, nr. 1, București, 1928
- Patru muzicanți francezi: Faure, Duparc, Debussy, Ravel, Editura Fundației pentru Literatură și Artă, București, 1935
- Străinii despre muzica noastră. Dl. Ludwig Schmid în „Die Musik”, în „Revista Fundațiilor Regionale”, nr. 1, 1939
- Les ecoles nationales, în „Les musiciens celebres”, Mazenod, Paris, 1946
- Pentatonism chez Debussy, în „Studia Memoriae Belae Bartok Sacra”, Aedes Academiae Scientiarum Hungaricae, Budapesta, 1956
- Coup d’oeil historique sur l’oeuvre de Debussy, în „Revue de musicologie”, T. 48, Paris, 1962
- La vie anterieure, în „Histoire de la musique” par Rolland Manuel, Gallimard, Paris, 1963

### Ediții critice de folclor
- Treizeci cântece populare alese din culegerile premiate sau menționate cu prilejul concursului instituit de Societatea Compozitorilor Români în anul 1925, București, 1927
- D.G. Kiriac. Cântece și coruri școlare pentru toate treptele învățământului, Socec et Co., București, 1930
- Colinde și Cântece de stea, Academia de Muzică Religioasă, București, 1931
- Cântece bătrânești din Oltenia, Muntenia, Moldova și Bucovina, Societatea Compozitorilor Români, București, 1932
- Gh. Cucu. 200 colinde populare culese de la elevii seminarului Nifon în anii 1924-1927, Societatea Compozitorilor Români, București, 1932

### Lucrări didactice
- Manual de muzică pentru clasa I a școalelor secundare, în colaborare cu Ion Croitoru, București, 1935
- Manual de muzică pentru clasa II-a a școalelor secundare, în colaborare cu Ion Croitoru, București, 1936
- Manual pentru clasa III-a a școalelor secundare, în colaborare cu Ion Croitoru, București, 1937
- Manual pentru clasa IV-a a școalelor secundare, în colaborare cu Ion Croitoru, București, 1938
- Abecedarul muzical, curs primar, în colaborare cu Ion Croitoru, București, 1937
- Manual de muzică pentru clasa I a liceelor comerciale, în colaborare cu Ion Croitoru, București, 1938
- Manual de muzică pentru clasa II-a a liceelor comerciale, în colaborare cu Ion Croitoru, București, 1938